# Anchon dilaticornis
Anchon dilaticornis är en insektsart som beskrevs av Peláez 1935. Anchon dilaticornis ingår i släktet Anchon och familjen hornstritar. Inga underarter finns listade i Catalogue of Life.